# Goodrich (Dakota del Nord)
Goodrich è un centro abitato (city) degli Stati Uniti d'America, situato nella Contea di Sheridan, nello Stato del Dakota del Nord. Nel censimento del 2000 la popolazione era di 163 abitanti. La città è stata fondata nel 1887.

## Geografia fisica
Secondo i rilevamenti dell'United States Census Bureau, la località di Goodrich si estende su una superficie di 0,70 km², tutti occupati da terre.

## Popolazione
Secondo il censimento del 2000, a Goodrich vivevano 163 persone, ed erano presenti 45 gruppi familiari. La densità di popolazione era di 225 ab./km². Nel territorio comunale si trovavano 113 unità edificate. Per quanto riguarda la composizione etnica degli abitanti, il 99,39% era bianco e lo 0,61% era afroamericano.
Per quanto riguarda la suddivisione della popolazione in fasce d'età, il 19,0% era al di sotto dei 18, il 2,5% fra i 18 e i 24, il 14,7% fra i 25 e i 44, il 25,8% fra i 45 e i 64, mentre infine il 38,0% era al di sopra dei 65 anni di età. L'età media della popolazione era di 52 anni. Per ogni 100 donne residenti vivevano 96,4 maschi.